# Зеньгис, Рудолфс
Рудолфс Зеньгис (латыш. Rūdolfs Zeņģis; род. 21 марта 2002, Рига) — латвийский футболист, защитник клуба «Елгава».

## Карьера

### «Супер Нова»
В 2019 году стал выступать в клубе «Супер Нова» в Первой Лиге. Дебютировал за клуб 10 августа 2019 года в матче против клуба «Тукумс 2000». Дебютный гол за клуб забил 2 ноября 2019 года в матче против клуба «Гробиня». Стал серебряным призёром чемпионата. Провёл за клуб 7 матчей, в которых отличился единственным забитым голом.

### «Валмиера»
В марте 2020 года перешёл в клуб «Валмиера». Дебютировал за клуб 3 августа 2020 года в матче против клуба «Вентспилс». В дебютном сезоне за основную команду 2 матча, в основном выступая за молодёжную команду. В сезоне Высшей Лиги 2021 стал получать больше игровой практики, где по итогу сезона стал серебряным призёром.

#### Аренда в «Метту»
В марте 2022 года отправился в аренду в рижский клуб «Метта». Дебютировал за клуб 13 марта 2022 года в матче против клуба «Ауда», выйдя на поле в стартовом составе. С самого начала сезона стал ключевым игроком клуба, выступая на позициях левого защитника и левого полузащитника. Окончил сезон на 9 предпоследнем месте в турнирной таблице, отправившись в стыковые матчи. По итогу стыковых матчей против клуба «Гробиня» смогли сохранить прописку в высшем дивизионе. Всего за клуб провёл 27 матчей во всех турнирах, отличившись результативной передачей. В декабре 2022 года покинул клуб.

### «Елгава»
В феврале 2023 года футболист тренировался с клубом «Елгава». В марте 2023 года футболист официально подписал контракт с клубом. Дебютировал за клуб 12 марта 2023 года в мтаче против «Риги», выйдя на поле в стартовом составе и отыграв все 90 минут. Первым результативным действием за клуб футболист отличился 26 мая 2023 года в матче против клуба «Даугавпилс», отдав голевую передачу. В июне 2023 года футболист выбыл из распоряжения клуба до конца сезона, по итогу которого закончили чемпионат на итоговом шестом месте.

## Международная карьера
В 2018 году выступал в юношеской сборной Латвии до 17 лет. Был одним из ключевых игроков. В ноябре 2018 года вместе со сборной отправился на квалификационные матчи юношеского чемпионата Европы до 17 лет. В 2019 году выступал в юношеской сборной до 18 лет. 
В 2021 году стал выступать в молодёжной сборной Латвии. В сентябре 2021 года отправился на квалификационные матчи молодёжного чемпионата Европы. Стал одним из ключевых игроков сборной. 